# Brave hendrik (uitdrukking)
Een brave hendrik is (behalve de plant met dezelfde naam) een uitdrukking die staat voor iemand die zich keurig aan de regels houdt, geen kattenkwaad wil uithalen en dergelijke. 
De uitdrukking komt voor in de 18e-eeuwse Nederlandse literatuur. In het toneelspel "Plutus mentor" uit 1781 kwam een "brave Hendrik" voor. De personage Hendrik Edeling was in het boek Historie van mejuffrouw Sara Burgerhart (1782) ook een "braaf man". De uitdrukking kwam daarna voor in de titel van een in de 19e eeuw veelgelezen boekje van Nicolaas Anslijn (1777-1838). Het gedrag van een zeer brave jongen werd de jeugd tot voorbeeld gesteld.
Tegenwoordig is men algemeen van mening dat kinderen weleens ondeugende streken mogen uithalen, en thans heeft brave hendrik dan ook meestal een negatieve connotatie.

Kent gij Hendrik niet, die altijd zoo beleefd zijnen hoed afneemt als hij voorbij gaat?
Vele menschen noemen hem de brave Hendrik, omdat hij zoo gehoorzaam is, en omdat hij zich zoo vriendelijk jegens ieder gedraagt. Hij doet nooit iemand kwaad. Er zijn wel kinderen, die hem niet liefhebben. Ja, maar dat zijn ook ondeugende kinderen. Alle brave kinderen zijn gaarne bij Hendrik. Kinderen, die met Hendrik omgaan, worden nog braver, want zij leeren van hem, hoe zij handelen moeten.
Als Hendrik zoo braaf is, dan zal hij ook zijne ouders wel liefhebben. Alle brave kinderen hebben hunne ouders lief. Ja, hij heeft zijne ouders zeer lief, daarom is hij ook altijd zoo vrolijk en vergenoegd.
Hij krijgt toch geen lekker eten en drinken, en hij heeft geene mooije kleederen: hoe kan hij dan zoo vergenoegd zijn?
Gelooft gij dan dat men lekker eten en drinken, en mooije kleederen moet hebben om vergenoegd te wezen? - Ik niet. Maar daar komt Hendrik aan, wij zullen het hem zelven vragen.
Jan: `Ha, goeden morgen, vriend Hendrik! Hoe komt het toch, dat gij altijd zoo vrolijk en vergenoegd zijt?'
Hendrik: `Wel, dat is een zonderlinge vraag. Zijt gij dan niet tevreden? Ik heb alles, wat ik noodig heb, en zou ik dan niet vroolijk en vergenoegd zijn?'
Willem: `Ja, maar gij hebt toch geen lekker eten en drinken?'
Hendrik: `Ei! Zijt gij zulk een vriend van lekker eten en drinken? Ik lust het ook wel. Maar mijn vader zegt, dat het lekkerste eten en drinken dikwijls schadelijk is, en dat men matig moet zijn om gezond te wezen.'
Willem: `Ik geloof dat uw vader u maar iets wijs maakt.'
Hendrik: `Neen, dat doet mijn vader niet. Hij zegt het tot mijn best. Hij weet ook beter wat nuttig is, dan ik het weet.'
— Nicolaas Anslijn